# Kostromskaya
Kostromskaya (del ruso: Костромска́я) es una stanitsa del raión de Mostovskói del krai de Krasnodar, en Rusia. Está situada en la cabecera del río Pséfir, afluente del Fars, de la cuenca del Kubán, en una zona boscosa entre las llanuras de Kubán-Priazov y el Cáucaso occidental, 20 km al noroeste de Mostovskói y 140 km al sudeste de Krasnodar, capital del krai. Tenía 1 772 habitantes en 2010.
Es cabeza del municipio Kostromskoye, al que pertenece asimismo Uliánovo.

## Historia
La región en la que se asienta la localidad fue poblada por escitas, como demuestran los hallazgos en un kurgán en los alrededores, entre los que cabe destacar una figurilla de oro en forma de ciervo que se conserva en el Museo del Hermitage.
Fue fundada en 1862. A finales del siglo XIX la población alcanzaba los 5 802 habitantes. Hasta 1920 pertenecía al otdel de Maikop del óblast de Kubán.